# Извесне обавезе
„Извесне обавезе“ је југословенски филм из 1964. године. Режирала га је Мирјана Самарџић, а сценарио је написан по делу Луиђи Пирандела.

## Улоге
| Глумац       | Улога |
| ------------ | ----- |
| Никола Милић |       |
| Бранка Митић |       |
| Јожа Рутић   |       |